# Thiepval
Thiepval település Franciaországban, Somme megyében. Lakosainak száma 127 fő (2022. január 1.). Thiepval Grandcourt, Ovillers-la-Boisselle, Authuille, Beaucourt-sur-l’Ancre és Beaumont-Hamel községekkel határos. A közelében áll az első világháború hősi halottjaira emlékező brit-francia Thiepval-emlékmű.

## Népesség
A település népessége az elmúlt években az alábbi módon változott:
| Lakosok száma | 129  | 131  | 133  | 129  | 126  | 124  | 124  | 123  | 127  |
|               | 2013 | 2015 | 2016 | 2017 | 2018 | 2019 | 2020 | 2021 | 2022 |